# Постоянная палата третейского суда
Постоянная палата третейского суда (ППТС) (англ. Permanent Court of Arbitration, PCA) — международный арбитражный суд, расположенный в Гааге, Нидерланды.

## История создания
Учреждён в 1899 году по решению первой Гаагской мирной конференции, созванной по инициативе императора России Николая II, и является старейшей организацией для разрешения международных споров. Расположен во Дворце мира, специально построенном в Гааге в 1913 году на пожертвования Эндрю Карнеги.

## Деятельность
Членами суда являются более 100 государств.
Суд принимает к рассмотрению как иски по межгосударственным спорам, так и иски частных организаций, имеющие международный характер. В отсутствие заблаговременного соглашения об ином ППТС может рассмотреть дело только с согласия всех спорящих сторон.
Слушания часто проходят в закрытом режиме и даже решения часто остаются конфиденциальными по требованию сторон.

## Судьи
Каждое государство назначает в состав ППТС до 4 авторитетных специалистов по международному праву. Секретариат Палаты ведёт список таких судей, из которых при возникновении спора государства вправе выбрать арбитров для рассмотрения конкретного дела.
Две или более страны могут договориться об избрании совместно одного или более членов. Одно и то же лицо может быть избрано различными странами. Члены суда назначаются на 6 лет. Их назначения на должность могут быть возобновлены.
Членами ППТС от Российской Федерации являются Чрезвычайный и полномочный посол, Судья Международного Суда ООН Кирилл Горациевич Геворгян, Чрезвычайный и полномочный посол, Судья Международного трибунала по морскому праву Роман Анатольевич Колодкин, доктора юридических наук, профессора Камиль Абдулович Бекяшев,  и Станислав Валентинович Черниченко.

## ППТС и Международный суд ООН
- ППТС работает в том же здании, что и Международный суд ООН
- Согласно Статуту Международного суда ООН, кандидаты в члены этого суда выдвигаются не государствами, а «национальными группами» ППТС, то есть группами судей ППТС, представляющих одно и то же государство.

## Критика
Критические замечания, высказываемые в адрес Постоянной палаты третейского суда, состоят, в частности, в следующем:
- Палата не является отправляющим правосудие трибуналом, а лишь представляет собой список лиц, из которых стороны спора в каждом случае выбирают арбитров, учреждая таким образом суд.
- В некоторых случаях такой суд может предпочесть выносить решения «по справедливости и доброй воле» (ex aeque et bono), в той или иной степени удовлетворяющие обе стороны, нежели путём применения правовых норм.
- Поскольку члены суда в каждом отдельном случае выбираются сторонами спора, в отправлении правосудия отсутствует преемственность.

Из сказанного делается вывод, что Постоянная палата третейского суда — «не настоящий суд в обычном значении этого слова».